# Хасеґава Юї
Хасеґава Юі (яп. 長谷川 唯; нар. 29 січня 1997) — японська футболістка. Вона грала за збірну Японії.

## Клубна кар'єра
У 2013 році дебютувала в «Ніттере Бередза».

## Кар'єра в збірній
У червні 2017 року, її викликали до національної збірної Японії на Algarve Cup. На цьому турнірі, 1 березня, вона дебютувала в збірній у поєдинку проти Іспанії. У складі японської збірної учасниця жіночого чемпіонату світу 2019 року. З 2017 рік зіграла 42 матчі та відзначилася 8-а голами в національній збірній.

## Статистика виступів
| Збірна Японії | Збірна Японії | Збірна Японії |
| Рік           | Матчі         | Голи          |
| ------------- | ------------- | ------------- |
| 2017          | 13            | 2             |
| 2018          | 17            | 2             |
| 2019          | 12            | 4             |
| Загалом       | 42            | 8             |